# Battaglia di Colberger Heide
La Battaglia di Colberger Heide (o Kolberger Heide o Colberg Heath) fu una battaglia navale della fase danese della guerra dei trent'anni. La battaglia risultò indecisiva, ma fu un successo minore per la flotta dano-norvegese comandata da Jørgen Vind, assistito da Grabow e da re Cristiano IV, sulla flotta svedese comandata da Clas Fleming, assistito da Ulfsparre e da Bjelkenstjerna.

## La battaglia
La flotta dano-norvegese era composta da 40 navi con a bordo 927 cannoni, mentre quella svedese era composta da 34 navi con 1018 cannoni e 7 navi incendiarie.
La flotta dano-norvegese, provenendo da est, e quella svedese provenendo da ovest, si incontrarono poco più a nord dell'isola di Fehmarn (Femern) dove lo scontro risultò inevitabile. Gli svedesi salparono verso sud verso la costa occidentale di Fehmarn, mentre i danesi li seguirono. Gli svedesi ripresero quindi la loro corsa verso ovest sin quasi a raggiungere l'isola di Langeland. Avvicinandosi all'isola di Lolland.

## Perdite
Nessuna delle due parti perse una sola nave. I dano-norvegesi persero 37 uomini e 170 furono i feriti, mentre gli svedesi ebbero 32 morti e 69 feriti. Tra le perdite dano-norvegesi vi fu il comandante Jørgen Vind, il quale morì a causa delle ferite riportate poco dopo la battaglia, e re Cristiano IV, il quale per le ferite perse un occhio.

## Impatto
Per quanto i dano-norvegesi ottennero con questa battaglia un piccolo successo nel riuscire a chiudere la flotta svedese nella baia di Kiel, la battaglia non risultò decisiva per la guerra in corso: in uno scontro successivo, la marina dan-norvegese venne sconfitta al largo della costa di Fehmarn. Il significato della battaglia fu propagandistico per la Danimarca che per molto tempo se ne fece un vanto sullo storico avversario svedese, nella secolare battaglia per il controllo del mar Baltico; la battaglia valse anche all'eroizzazione di Cristiano IV come re-soldato, fatto che venne celebrato in molte arti dell'epoca.